# Caesalpinia acutifolia
Caesalpinia acutifolia är en ärtväxtart som beskrevs av John Robert Johnston. Caesalpinia acutifolia ingår i släktet Caesalpinia och familjen ärtväxter. Inga underarter finns listade i Catalogue of Life.